# Navaluenga
Navaluenga ist ein Ort und eine zentralspanische Gemeinde (municipio) mit nur noch 2.172 Einwohnern (Stand: 2024) im Südosten der Provinz Ávila in der Autonomen Gemeinschaft Kastilien-León.

## Lage und Klima
Der ca. 760 m hoch gelegene Ort Navaluenga liegt im Tal des Río Alberche zwischen der Sierra de Gredos und der ca. 39 km (Fahrtstrecke) nördlich gelegenen Provinzhauptstadt Ávila. Das Klima im Winter ist kalt, im Sommer dagegen gemäßigt bis warm; der spärliche Regen (ca. 375 mm/Jahr) fällt verteilt übers ganze Jahr.

## Bevölkerungsentwicklung
| Jahr      | 1857  | 1900  | 1950  | 2000  | 2019  |
| Einwohner | 1.372 | 2.124 | 2.675 | 2.015 | 1.954 |

Die Mechanisierung der Landwirtschaft, die Aufgabe bäuerlicher Kleinbetriebe und der daraus resultierende Verlust an Arbeitsplätzen auf dem Lande haben seit der Mitte des 20. Jahrhunderts zu einem deutlichen Rückgang der Bevölkerung geführt.

## Wirtschaft
Die Landwirtschaft, vor allem der Obstbau und die Viehzucht, spielt traditionell die bedeutendste Rolle im Wirtschaftsleben der Gemeinde, die in früheren Zeiten auch ein regionales Zentrum für Handwerk und Handel für die Weiler und Einzelgehöfte in der Umgebung war. Einnahmen aus dem Tourismus in Form der Vermietung von Ferienwohnungen (casas rurales) sind in den letzten Jahrzehnten hinzugekommen.

## Geschichte
Aus keltisch-vettonischer, römischer und westgotischer fehlen archäologisch verwertbare Funde. Nach der Ankunft des Islam im frühen 8. Jahrhundert entvölkerte sich die Gegend und wurde erst nach der Rückeroberung (reconquista) Toledos (1085) neu- bzw. wiederbesiedelt (repoblación); aus dieser Zeit stammt wahrscheinlich eine auf dem Gemeindegebiet entdeckte Nekropole. Die erste urkundliche Erwähnung des Ortsnamens stammt aus dem Jahr 1172; im Jahr 1275 rief König Alfons X. von Kastilien den aus 8 Orten bestehenden „Rat von Burgohondo“ (Concejo de Burgo) ins Leben, der bis ins 19. Jahrhundert hinein Bestand hatte.

## Sehenswürdigkeiten

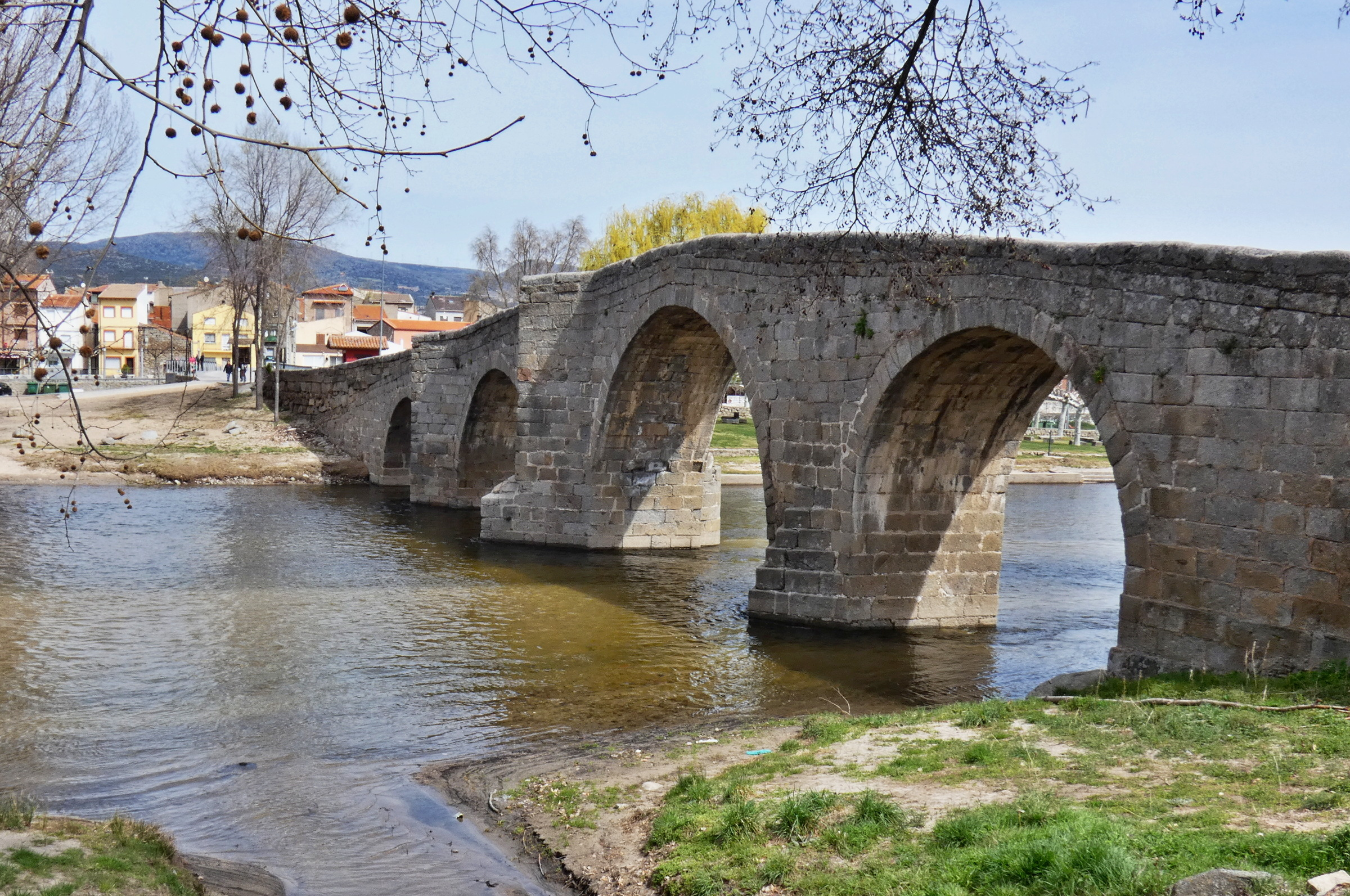
Navaluenga – Puente Viejo

- Eine im Jahr 1675 – möglicherweise anstelle eines Vorgängerbaus – errichtete vierbogige und zur Mitte leicht ansteigende Steinbrücke (Puente Viejo) quert den Río Alberche. Sie erleichterte Mensch und Vieh die unbequeme, manchmal auch gefährliche Flussüberquerung. Die flussaufwärtigen Pfeiler sind wie üblich zum Schutz vor Geröll oder sich querstellenden Bäumen etc. leicht angespitzt.[5]
- Eine bereits im 13./14. Jahrhundert existierende Kapelle wurde im Jahr 1466 zur Pfarrkirche Nuestra Señora de los Villares erhoben und im folgenden Jahrhundert vergrößert. Der heutige Bau ist dreischiffig und von einem offenen hölzernen Dachstuhl überspannt. Die Kirche bewahrt einen romanischen Taufstein.[6]
- Im Garten hinter der Kirche befindet sich ein steinernes Kreuz (Cruz del Cerrillo de San Marcos) auf einem verwitterten figürlichen Sockel.
- Ein aus vier Steinpfeilern mit hölzernen Querstangen bestehender Klauenstand (potro de herrar) steht am Ortsrand.

Umgebung
- Nur ca. 1,5 km nördlich des Ortes (40° 25′ 24″ N, 4° 42′ 28″ W) befindet sich eine mittelalterliche Nekropole mit insgesamt 15 Steinkistengräbern.[7]
- Drei Kapellen (ermitas) stehen am Ortsrand bzw. in der nähren Umgebung des Ortes.